# Nematoproctus praesectus
Nematoproctus praesectus är en tvåvingeart som beskrevs av Friedrich Hermann Loew 1869. Nematoproctus praesectus ingår i släktet Nematoproctus och familjen styltflugor. Inga underarter finns listade i Catalogue of Life.